# Джоель Асаф Аллен
Джо́ель Аса́ф А́ллен (англ. Joel Asaph Allen; *19 липня 1838 — †29 серпня 1921) — американський зоолог і орнітолог.
Навчався у Гарварді у науковця Луї Агассіза. Здійснив експедицію до Бразилії та неодноразово досліджував тваринний світ США. У 1873 році очолив природодослідницьку секцію у Північно-Тихоокеанській залізничній експедиції із Бісмарка (Північна Дакота) до Єллоустоуну і назад для науково-популярного журналу «Smithsonian» Смітсонівського інституту.
Ален став першим (з 1885) куратором птахів і ссавців у Американському музеї природознавства, а пізніше — першим директором Відділення орнітології.
З 1886 — один із засновників Товариства Одюбона, Нью-Йорк.
На додаток до численних наукових праць, є автором таких книг:
- «Ссавці і зимові птахи східної Флориди», (1871)
- «Американські бізони», (1876)
- «Монографії по північноамериканським гризунам» (співавт. Еліота Ку, 1877)
- «Історія північноамериканських ластоногих», (1880)
- «Ссавці Патагонії», (1905)
- «Вплив фізичних умов на походження видів», (1905)
- «Онтогенетичні й інші варіації у мускусних биків», (1913).